# ノーカーボン紙

ノーカーボン紙の図解

ノーカーボン紙（ノーカーボンし）は、一般に筆圧（またはプリンタによる打撃）で発色する感圧発色型の複写用紙。ノーカーボン用紙、感圧紙ともいう。

## 用途
ノーカーボン紙は主に伝票、帳票に使用されるほか、ドットインパクト方式のプリンタによる複写印字も可能である。
ノーカーボン紙が普及する以前、筆圧を利用した複写には主にカーボン紙が利用された。カーボン紙は一面にカーボンを塗布した紙で、紙を重ねてその間にカーボン紙を挟んで使用された。このように用紙に挟んで使用するカーボン紙をワンタイムカーボン紙という。
その後、手書き用の入力伝票などには裏カーボンの複写用紙（裏カーボン紙、バックカーボン紙）が使用されるようになった。裏カーボン紙（バックカーボン紙）は伝票などの用紙の裏面に直接カーボンを塗布したものでカーボン紙を用紙の間に挟まなくても下の紙に複写できる。
ノーカーボン紙はワンタイムカーボン紙やバックカーボン紙にかわって普及したもので、別の紙に塗布されたカーボンが転写されるのではなく、紙自体が筆圧（打撃）で発色する感圧発色型の複写用紙である。英語では、カーボンレス・コピー・ペーパー（Carbonless Copy Paper、略称CCP）と言う。

## ノーカーボン紙の使用方法

### 書類作成
ノーカーボン紙で複写を行うための書類を作成する際、基本的なルールがある。
ノーカーボン用紙は基本的に「上用紙」「中用紙」「下用紙」という紙の種類があり、この紙の組み合わせで複写を可能とする。
- 例1：4ページの複写で、ノーカーボン紙を使用する場合。
  - 上用紙（業界用語で、「T (TOP)」や、単に「上」とも）
  - 中用紙（業界用語で、「M (MIDDLE)」や、単に「中」とも）
  - 中用紙
  - 下用紙（業界用語で、「B (BOTTOM)」や、単に「下」とも）
- 例2：2ページの複写で、ノーカーボン紙を使用する場合。
  - 上用紙
  - 下用紙
- 例3：任意の枚数で複写をする書類を50ページで作成する場合
  - 中用紙×50ページ

ノーカーボン用紙には、複写した際の発色の色の種類が、青・黒・赤とあり、これらの用紙の組み合わせで、1P目上用紙赤発色 - 2P目中用紙青発色 - 3P目中用紙黒発色 - 4P目下用紙（下用紙は上用、中用の発色に合わせて発色するので、専用の発色紙というものはない）という構成も可能である。
- 注：赤発色紙は現在上用紙のみ生産されている。複写側の発色は上側の紙のカプラー溶液で決まる。下記参照

### 減感
減感（げんかん）は、複写印刷物を構成する場合、特に任意のページの特定の場所に対し、ノーカーボン紙の複写効果を無効（つまり写らないようにすること）にする効果である（例えば、ノーカーボン紙で構成された受領書の「受領印欄」のみ、複写しないようにする時など）。
特殊な溶液を任意の箇所に塗布することによって可能となる。この指定を行う場合には、必ず版下原稿に無効箇所を指定する必要がある。尚、これとは逆に、任意の場所を特に複写効果を強力にする場合や、本来ノーカーボン用紙でない紙にノーカーボン紙と同じ複写効果を与える事も可能で、その場合は「増感」という指定を行う。

## ノーカーボン紙の複写原理
ノーカーボン用紙には、用紙に電子顕微鏡レベルの大きさの粒子状の無色インクを詰め込んだカプラーと呼ばれるカプセル物質が、一面に吹き付けられている（上用紙と中用紙の裏面）。ノーカーボン紙の書類に筆記用具などで圧力を加え、カプセルを圧力で押しつぶすことで染み出た無色インクを、下に面する複写面（中用紙と下用紙の表面）に塗布された発色剤と化学反応させ、発色させることが可能となっている。このような仕組みで複写を可能にしていることが、別名「感圧紙」とも呼ばれる所以である。
上記した「減感」という行為は、すなわち、この化学反応を無効化することで発色させない現象である。
このノーカーボン用紙の原理は、とある企業の実験の失敗から生まれており、インクの実験中に液の入れ間違いで偶然このような粒子状のカプセル溶液が発見された。この失敗から生まれた複写用紙がノーカーボン用紙である。ノーカーボン用紙は、最初に記したカーボン印刷用紙のようなカーボンインキを塗布した複写用紙に比べ、扱うときの擦れなどによる汚れがなく、手を汚さないという特徴があるために扱いやすく、カーボン印刷用紙と平行して、今日の複写印刷物の代表格として一気に普及した。

## ノーカーボン用紙の弱点
ノーカーボン紙の主な弱点を列記する。
水に弱い
水に濡れることで、反応液が薄まってしまい、複写した文字などが消える可能性がある。従って書類を保存する場合も、極度に湿度の高い場所で保存するのは避けた方がよい。
圧力に弱い
圧力で発色する用紙であるため、用紙の表面に強い圧力衝撃を加えると、圧力を加えた場所通りに発色してしまう場合がある。従って、未使用のノーカーボン紙印刷物の上に極度に重い物を置くことや、落下物の可能性があるような場所で放置するのは好ましくない。板紙を上下に配置して梱包・保存しておけば、多くの場合、引っかく程度の圧力による発色は防止できる。
長期保存に向かない
初期は綺麗に複写できているが、数年程度経過すると色が薄くなり、更には消えてしまい読み取れなくなる。
一般の用紙と混ぜると古紙リサイクルができなくなる
ノーカーボン紙に塗布してある薬品がリサイクル工程で化学反応を起こし、出来上がった古紙の品質を悪くしてしまう。
このようなノーカーボン紙が故の弱点があるため、企業などでは、その作業用途に応じてノーカーボン用紙とカーボン印刷用紙とを使い分けて発注、使用するのが通例となっている。
例えば、保証書や金融機関などで使用されるような恒久的な保存性と、各種環境下での耐用性が必要とされるような書類には、カーボン印刷用紙が多用される。領収証や納品書、請求書、入会申込書、指示書のような、緻密な長期保存の必要性がない物や、税法上10年程度の保存性があればよい書類、手などを汚すのがまずい、衛生に気を使わなければならない職場などではノーカーボン紙での印刷物が重宝されている。

## 環境汚染対策
初期のノンカーボン紙の成分にはPCBが含まれており、環境汚染の原因の一つとされていた。なお、1970年代以降の製品については、PCBの成分は別の化学物質に変更されており、安全に利用できる。